# ایستگاه تلویزیونی الوند
ایستگاه تلویزیونی الوند واقع در میدان آرژانتین تهران، به ارسال امواج تلویزیونی دیجیتال (پخش ویدیوی دیجیتالی–زمینی) می‌پردازد. فرستنده‌های آنالوگ این ایستگاه، به دلیل گسترش تکنولوژی دیجیتال در ایران و عراق، برای همیشه، خاموش شده‌اند.
در کنار مکان این ایستگاه تلویزیونی، ساختمان اداری شبکه دو قرار دارد.

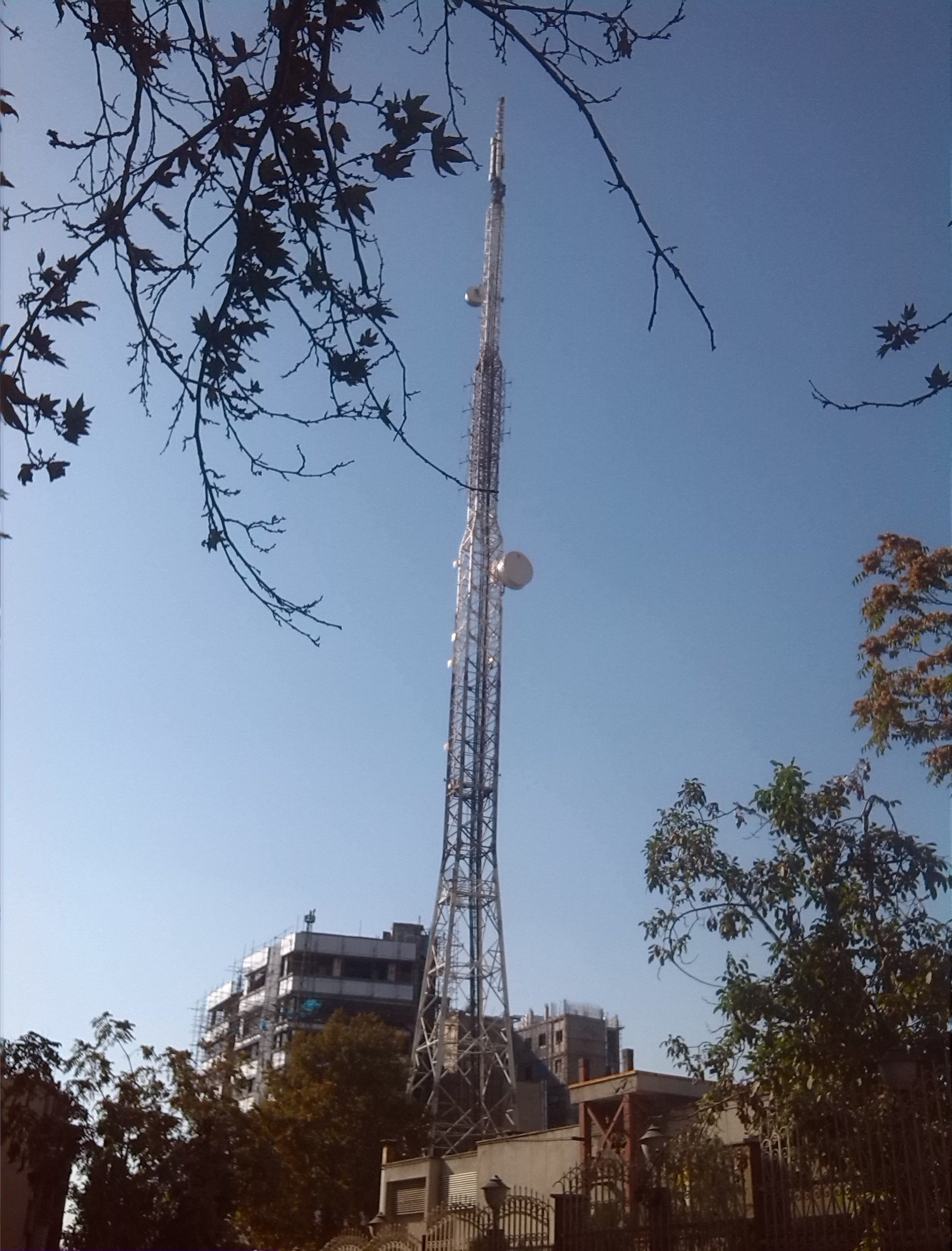
دکل فرستنده دیجیتال الوند تهران